# キタアカリ
キタアカリは日本の北海道で育成されたジャガイモの品種。
黄金男爵、栗じゃがなどの商品名でも販売されている。

## 概要
ビタミンC含有量が高いことが最大の特徴である。収穫直後は100グラムあたり50ミリグラムのビタミンCを含み、翌年春まで貯蔵したものでも100グラムあたり20ミリグラムを保っている。貯蔵中の糖の増加が多いため、油調理には向かないが、味が良いことから消費者には好評である。
食味としては甘味があり、ホクホクしているのが特徴。粉質で煮くずれし易いため煮物には向かないが、ベイクドポテト、マッシュポテト、コロッケ、サラダなどに向く。
名前は、育成地である北海道の「北」と希望や明るさに由来する。

## 歴史
1972年、北海道虻田郡真狩村で、日本初となるジャガイモシストセンチュウ（以下、Gr）の発生が確認された。この影響から1970年代前半は、日本国内におけるジャガイモの生産量が減ったため、年間消費量も最低となった時期である。その一方で、1970年に開催された大阪万博のレストランでフライドポテトが人気を博したようにジャガイモを油で揚げる用途が日本国内に生まれ、加工食品向けを含め、日本国内でのジャガイモの需要、消費量は拡大して行くことになる。
1972年以降、Gr対抗性を持たせるための品種改良が取り組まれることになり、主にヨーロッパからGr対抗性品種の導入を行った。
北海道農業試験場（現・農業・食品産業技術総合研究機構北海道農業研究センター）において1975年に男爵薯を母に、旧東ドイツのGr抵抗性品種であるTunikaを父として交配した日本初の生食用Gr抵抗性品種は、1987年に農林水産省に認定されキタアカリと名付けられることになる。
通常、現地試験は2年から3年で可否を決するが、キタアカリの現地試験には5年が供されている。これには、当初は早生のでん粉原料用として評価を進めていたのだが、既存品種と比べて優位性が見いだせなかったものの、後志地方における現地試験において食味が優れていることが高く評価されたため、再評価として試験が継続されたためである。
品種登録当初、キタアカリは皮色が目の部分だけ赤く、肉は黄色で、当時の主要品種である男爵薯との外観の違いから、青果市場や消費者に受容されるかとの議論もあったが、逆に一目で分かる区別性から品種名を明記した販売が行われ、食味の良さやビタミンC含有量の高さが消費者に知られると共に人気商品になっていった。
2000年には、Gr抵抗性品種の中で栽培面積が1000ヘクタールを越えた初めての品種となり、その後も栽培面積は増加を続け、2015年には日本全国で3928ヘクタールの作付け面積となり、北海道以外の日本全国で栽培されるようになっている。

## 特性
キタアカリの栽培特性は男爵薯とほぼ同様で、早生品種である。
休眠期間が男爵薯に比べ短いので、年によっては11月頃から萌芽を始める。
収量は男爵薯に比べ10パーセント程度多く、でん粉価は同等であるが、株あたりの芋の数が多くできやすいため、男爵薯より小玉が多くなりがちである。
芋の形状は男爵薯と比較すると厚みの少ない扁球形で、皮色は白黄で目は赤い。肉色は黄で肉質はやや粉。煮くずれは男爵薯より多いが火の通りは早い。また、調理後に黒変は生じない。ビタミンC含有量も男爵薯に比べて多い。
貯蔵中の品質変化は男爵薯に比べて大きく、低温で越年させた場合、甘味は増加するが粉質度が低下する。通常に翌年の春以降まで貯蔵すると、男爵薯よりも皺や萎びが多くなり、萌芽も早い。ただし、CA貯蔵を行った場合には、長期貯蔵も可能となり、でん粉が糖化して甘味を持つ。